# Happiness (1998)
Happiness ist ein US-amerikanischer Film des Regisseurs Todd Solondz, gedreht im Jahr 1998 in den USA.

## Handlung
Irgendwo in New Jersey leben drei Schwestern, alle ungefähr Mitte dreißig, aber mit unterschiedlichen Wesenszügen und Lebenssituationen. Die älteste der drei Schwestern ist die Hausfrau Trish Maplewood. Diese ist mit dem Psychiater Bill Maplewood verheiratet und hat drei Kinder. Sie scheint ein perfektes Familienleben zu führen, doch sie ahnt nicht, dass ihr Ehemann ein Pädophiler ist. Bill ist von dem 11-jährigen Johnny Grasso besessen, einem Spielkameraden des Sohnes Billy. Eines Abends übernachtet Johnny im Hause der Maplewoods. Johnny wird in dieser Nacht von Bill unter Drogen gesetzt und vergewaltigt. Ronald Farber, ein anderer Spielkamerad seines Sohnes, wird kurze Zeit später ebenfalls von Bill vergewaltigt. Währenddessen wird Johnny aufgrund seiner Verletzungen ins Krankenhaus gebracht und von der Polizei befragt. Die Polizei erscheint bei Bill, um ihn wegen Johnny zu befragen. Bill erregt bei den ermittelnden Polizisten zusätzlichen Verdacht, nachdem er zunächst fälschlicherweise annimmt, dass er wegen Ronald Farber befragt werde. Bills Sohn hat in der Schule bereits von den Taten seines Vaters erfahren. Unter Tränen gesteht Bill seinem Sohn, dass er die beiden Jungen vergewaltigt habe.
Helen Jordan ist eine erfolgreiche Autorin, die von vielen aufgrund ihres Erfolges und ihres Aussehens beneidet wird. Sie ist jedoch verzweifelt darüber, dass sie kein Familienleben wie ihre ältere Schwester führt. Sie erhält immer wieder obszöne Anrufe von einem Unbekannten. Sie ist davon fasziniert und möchte diesen Mann treffen. Es stellt sich jedoch heraus, dass der Anrufer ihr dicklicher, schüchterner Nachbar Allen ist. Sie ist von ihm nicht angezogen und gibt ihm einen Korb. Allen, der zufällig einer von Bills Patienten ist, versinkt nach der Ablehnung in Depressionen. Die übergewichtige Nachbarin Kristina scheint sich jedoch tatsächlich für Allen zu interessieren. Bei einem gemeinsamen Date gesteht sie, dass sie kürzlich den Portier in ihrer eigenen Wohnung ermordet habe, nachdem dieser sie vergewaltigt hatte. Sechs Monate später wird dieser Mord aufgeklärt, nachdem in Kristinas Gefrierschrank die Genitalien des Portiers von der Polizei gefunden werden.
Joy, die jüngste der drei Schwestern, arbeitet in einem Call-Center. Sie möchte nun in einem Bildungszentrum für Einwanderer unterrichten. Andy begeht Suizid, nachdem dieser von Joy abgelehnt wurde. Joy lernt den Russen Vlad kennen und schläft mit ihm. Doch dieser nutzt sie aus und klaut ihre Gitarre und Stereoanlage.
Schließlich trennen sich die Eltern der drei Schwestern nach 40 Jahren Ehe, lassen sich aber nicht scheiden.

## Kritiken
In den USA war der Film wegen seiner sexuellen Themen sehr umstritten, insbesondere die Darstellung von Pädophilie stieß auf großen Widerstand. So weigerte sich das Sundance Film Festival, den Film anzunehmen.
Stefan Jung von critic.de schreibt zu diesem Film: „Todd Solondz’ Folgefilm zu seinem vielgelobten Willkommen im Tollhaus (Welcome to the Dollhouse, 1996) will wachrütteln, schockieren und verunsichern. Eingehend porträtiert er das Bild einer weißen amerikanischen Mittelschicht, wie sie typischer nicht sein könnte. Der Film gewinnt seinen besonderen Reiz in der Beiläufigkeit, mit der er die Gewalt inszeniert […], mit seinen wendungsreichen Geschichten heftige Gefühlsreaktionen beim Zuschauer. ‚Happiness‘ ist sowohl bedrückend als auch äußerst unterhaltsam. Die Bilder stellen die konventionellen Schemata der ‚heilen Welt‘ einer aggressiven Ironie voll tiefer Verzweiflung gegenüber.“
Für die Zeitschrift für Medienpädagogik medien praktisch urteilt Miriam Hollstein: „Die Struktur von Happiness entspricht der einer Soap Opera und erinnert von ferne an Arthur Schnitzlers Reigen: Der Film ist in einzelne Episoden unterteilt, die lose miteinander verknüpft sind. […] Im Gegensatz zur künstlichen, überhöhten Welt der TV-Seifenopern rückt in Happiness die Kamera den Figuren ganz nah und entlarvt unbarmherzig ihre Schwächen. Zusätzliche Intimität wird durch die fast durchgängig angewandte Methode erzeugt, jeweils nur zwei Personen in Schuß- und Gegenschuß-Technik vorzuführen.“

## Auszeichnungen
- 1998: FIPRESCI-Preis (Kritikerpreis) in Cannes
- 1998: National Board of Review, USA
- 1998: São Paulo International Film Festival – Internationaler Jury Award
- 1998: Fort Lauderdale International Film Festival – Critic Choice Award für „Bester Schauspieler“ (Dylan Baker), „Bester Film“
- 1998: Toronto International Film Festival – U-Bahn-Media Award
- 1999: Nominiert für einen Golden Globe in der Kategorie Bestes Drehbuch
- 1999: Independent Spirit Awards – für die „Beste Regie“ (Todd Solondz)
- 1999: British Independent Film Award – „Bester ausländischer Film“
- 1999: Fantas – Directors Week Award (Todd Solondz)